# Robat-e Qaleqan
Robat-e Qaleqan (în persană رباط قالقان, romanizat și ca Robāț-e Qāleqān și Robāț-e Qālqān; cunoscut și sub numele de Robat Ghalghan) este un sat din districtul rural Kenarrudkhaneh, din districtul central al județului Golpayegan, provincia Isfahan, Iran. La recensământul din 2006, populația sa era de 87 de locuitori, în 30 de familii.